# Amer Al-Fadhel
Amer Maatouq Al Fadhel (21 de abril de 1988) é um futebolista profissional kuwaitiano que atua como meia.

## Carreira
Amer Al-Fadhel representou a Seleção Kuwaitiana de Futebol na Copa da Ásia de 2015.